# Автомат (оружие)
Автома́т, в литературе за пределами постсоветского пространства также штурмова́я винто́вка (англ. assault rifle) — ручное индивидуальное автоматическое огнестрельное стрелковое оружие, предназначенное для поражения живой силы противника в ближнем бою и способное создавать высокую плотность огня.
Широкое распространение автоматы получили в СССР в годы после Второй мировой войны, заменив в качестве основного оружия пехоты одновременно: пистолет-пулемёт, магазинную неавтоматическую винтовку, а также различные виды самозарядных и автоматических винтовок и карабинов предыдущего поколения.
Данный термин используется в основном в России и странах бывшего СССР. В других странах близкое по классу оружие обычно называется автоматическими карабинами или штурмовыми винтовками, в зависимости от длины ствола.
Характерными особенностями автомата являются: использование только промежуточного патрона (в настоящее время распространены промежуточные малоимпульсные); наличие сменного магазина большой ёмкости; относительная компактность и лёгкость (длина ствола не больше 600 мм, масса около 3-4 кг без патронов); наличие режима стрельбы очередями, рассматриваемого, как правило, в качестве основного вида ведения огня из оружия данного типа.

## Терминология
Термин «автомат» был впервые применён по отношению к винтовке, созданной В. Г. Фёдоровым в 1913—1916 годах, причём это название предложил Н. М. Филатов уже в 1920-х годах — конструктор изначально называл своё оружие «карабин-пулемёт», а на вооружение оно было принято как «2,5-линейная винтовка Фёдорова».
Из-за неудобства для использования в ручном автоматическом оружии штатного русского винтовочного патрона образца 1889 года (7,62×54 мм R) с его сравнительно высокой мощностью и имеющей развитую выступающую закраину гильзой, затруднявшей подачу из магазина большой ёмкости, для использования в этом оружии изначально был разработан немного уменьшенный и облегчённый винтовочный патрон калибра 6,5 мм с не имевшей выступающей закраины гильзой. Однако из-за начала боевых действий его производство не было начато, а серийные экземпляры оружия Фёдорова были изготовлены под близкий по характеристикам японский патрон 6,5×50 мм Арисака от винтовки Арисака Тип 38.
В 1916 году автоматами Фёдорова была вооружена приданная 189-му пехотному Измаильскому полку особая рота, которая самая первая в истории войн использовала этот тип оружия в бою. В 1920-х годах эти автоматы некоторое время состояли на вооружении Красной армии, также они эпизодически использовались в годы Зимней войны с Финляндией из-за нехватки более современного автоматического оружия.
До, во время и некоторое время после Великой Отечественной войны «автоматами» в СССР в обиходе именовали пистолеты-пулемёты, вплоть до их полного вытеснения в Советской армии оружием на основе АК, что даже нашло отражение в войсковых наставлениях по стрелковому делу, где зачастую приводились оба названия — и «пистолет-пулемёт», и «автомат».
ГОСТ 28653-90 «Оружие стрелковое. Термины и определения» были установлены следующие определения для автомата и подобных ему видов оружия:
- Винтовка — нарезное стрелковое оружие, конструктивно предназначенное для удержания и управления при стрельбе двумя руками с упором приклада в плечо.
- Карабин — облегчённая винтовка с укороченным стволом.
- Автомат — автоматический карабин.
- Пистолет-пулемёт — автомат, в конструкции которого предусмотрена стрельба пистолетными патронами.

Термин «автомат» используется преимущественно в России и странах бывшего СССР, присутствует в русском и ряде других славянских языков, например, болгарском. В остальном мире для близкого по тактико-техническим характеристикам оружия используются термины, соответствующие русским словам «(автоматическая) винтовка» и «(автоматический) карабин». В частности, в военной документации США M16 называется винтовкой, а наиболее соответствующий советским автоматам M4 — карабином. Даже в большинстве бывших стран Социалистического содружества термин «автомат» так и не прижился. Например, в Польше автомат Калашникова был принят на вооружение как karabinek, то есть просто «карабин» (буквально — «карабинчик», но при этом «карабином» в Польше называют обычную, «длинную» винтовку).
В западных странах наиболее распространены не автоматические карабины, а выполненные под те же промежуточные патроны «полноразмерные» автоматические винтовки, такие, как вышеупомянутая M16, — они отличаются существенно большей длиной ствола и, часто, ориентированностью в наибольшей степени на меткий одиночный, а не автоматический огонь. Называть эти образцы термином «автомат» некорректно, однако большая степень сходства устройства, тактико-технических характеристик и роли в бою автоматов и автоматических винтовок позволяет рассматривать их в рамках данной статьи в какой-то мере совместно. В СССР и России «полноразмерные» автоматические винтовки не выпускаются, однако за рубежом на основе советской системы Калашникова был создан ряд образцов этого класса, — например, китайские винтовки Тип 63 и Тип 81.
Кроме того, во многих странах полуофициально используется термин «штурмовая винтовка» (англ. assault rifle), что является дословным переводом слова нем. Sturmgewehr, названия первого массового образца такого оружия — StG-44. В результате двойного перевода словосочетание «штурмовая винтовка» получило известное распространение и в русскоязычной литературе, преимущественно по отношению к системам ручного скорострельного стрелкового оружия иностранного происхождения. Во многих языках этот термин относится скорее к околооружейному сленгу, чем к официальной терминологии. В неоружейной литературе и обиходе так могут обозначать и автоматические карабины (что некорректно), и автоматические винтовки, и даже иные виды скорострельного длинноствольного ручного оружия.
Автор ряда книг по истории военных технологий Энтони Уильямс (Anthony G. Williams) определяет штурмовую винтовку как «принятую на вооружение винтовку, способную вести контролируемый огонь очередями с рук, и имеющую эффективную дальность стрельбы не менее 300 метров», причём однозначно исключает из этого класса пистолеты-пулемёты и оружие под «полноразмерные» винтовочные патроны, включая 7,62×51 мм NATO. В русскоязычной терминологии такой трактовке этого термина достаточно однозначно соответствует термин «автоматическая винтовка второго поколения», включающий в себя и автоматические винтовки вроде той же M16, и автоматические карабины/автоматы вроде АК и M4.
Сам термин «штурмовая винтовка», вероятно, впервые применил Айзек Льюис. В 1918 году он создал автоматическую винтовку для замены BAR M1918 и на испытаниях классифицировал её как «assault phase rifle» (винтовку для фазы штурма).

## История создания
Опыт Первой мировой войны показал огромную важность скорострельности оружия и высокой плотности огня. К этому времени автоматический огонь пулемётов уже весьма убедительно показал свою эффективность, — особенно в «окопной» позиционной войне. Однако станковые пулемёты, стрелявшие с лафета или станка, были очень тяжелы (знаменитый пулемёт Максима весил без станка, воды для охлаждения и патронов около 20 кг, а в боеготовном виде со станком — более 65 кг), и обслуживались расчётом из нескольких человек. Будучи отличным оружием для обороны укреплений, они совершенно не подходили для наступательных действий.
В межвоенные и военные годы попытки конструкторов повысить огневую мощь наступающей пехоты за счёт создания более лёгкого, стреляющего с рук и переносимого одним человеком автоматического оружия привели к появлению сразу нескольких принципиально новых его типов: ручных пулемётов, автоматических винтовок и пистолетов-пулемётов. Все они в какой-то мере удовлетворительно выполняли эту задачу, но применяли совершенно различные подходы к её выполнению.
На начало Второй мировой войны пехота большинства стран была вооружена преимущественно магазинными неавтоматическими винтовками или укороченными карабинами, использующими винтовочные патроны, и пистолетами-пулемётами, использующими пистолетные боеприпасы. Кроме того, во многих странах на вооружении находилось некоторое количество самозарядных и автоматических винтовок. Ни один из этих видов оружия в отдельности не мог обеспечить необходимой огневой мощи пехоты, так как:
- Магазинные неавтоматические винтовки и карабины имели большую, даже избыточную для решения большей части реальных боевых задач дальность прицельной стрельбы, но при этом весьма низкую скорострельность[7], что делало малополезными неавтоматические винтовки в ближнем бою с пехотой, вооружённой пистолетами-пулемётами, которой стрелки с винтовками могли противопоставить лишь штыковую контратаку.

- Пистолеты-пулемёты обладали весьма высокой скорострельностью, и в бою на ближних дистанциях создавали достаточно высокую плотность огня, но из-за использования в них сравнительно маломощного боеприпаса, разработанного для короткоствольного оружия (пистолетов и револьверов), эффективная дальность стрельбы из большинства моделей не превышала 200 метров, чего было зачастую недостаточно для решения многих боевых задач, требующих, в том числе, ведения плотного огня на средние дистанции.

- Самозарядные и автоматические винтовки, созданные на основе винтовочно-пулемётных патронов имеющихся образцов, имели целый ряд неустранимых недостатков, таких как:
  - сильная отдача при стрельбе,
  - весьма значительная масса оружия и боекомплекта,
  - сложность и малая технологичность производства,
  - высокая стоимость как оружия, так и патронов к нему.

Эффективность ведения автоматического огня из тех редких образцов, которые такую возможность имели, была крайне невелика из-за низкой кучности и небольшого носимого стрелком запаса патронов, и потому он использовался лишь в крайнем случае.
- Ручные пулемёты, в отличие от станковых, были сравнительно легки и компактны, могли обслуживаться и переноситься одним бойцом (правда, зачастую для повышения боевых качеств ему придавался второй номер расчёта), огонь из них мог при необходимости вестись даже с рук. Однако, основной способ ведения огня из ручного пулемёта — «с сошек», то есть, со складного упора. Это, с одной стороны, предоставляло значительную свободу маневра обороняющимся — пулемётчик мог легко поменять позицию, но с другой — ограничивало темп наступления: приходилось наступать «перекатами», «перебежками» от одной промежуточной позиции к следующей, с которых в основном и ведется огонь наступающими, что являлось существенным недостатком — скорость наступления нередко является одним из решающих факторов его успеха.

Также, наличие на массовом вооружении образцов, использовавших совершенно различные боеприпасы, существенно затрудняло снабжение армии.
Таким образом, созрела необходимость создания оружия, способного занять пустующую нишу между пистолетами-пулемётами и автоматическими винтовками, по возможности сохранив и характерную для последних хорошую баллистику и поражающую способность пули, определяющие большую дальность стрельбы, и типичную для первых возможность ведения эффективного огня очередями благодаря сравнительно небольшой отдаче и большой ёмкости магазина.
Для этого в первую очередь требовалось разработать промежуточный по мощности между пистолетным и винтовочным патрон.
Такая идея возникла весьма давно. Например, ещё до Второй мировой войны и в первые её годы был создан целый ряд пистолетов-пулемётов, выполненных под наиболее мощные из пистолетных патронов, и благодаря этому по своим характеристикам явно выходивших за пределы «среднего уровня» своего класса (ППШ (7,62×25 мм), пистолет-пулемёт Кирали (9×25 мм) и ряд других серийных образцов).
Разработчики экспериментальных образцов вооружений зачастую ещё ближе подбирались к созданию патронов, по современным меркам соответствующих промежуточным боеприпасам, и оружия под них. Здесь можно отметить такие конструкции, как французский автоматический карабин Рибейроля 1918 года под патрон 8×35 мм, швейцарские патроны 7,65×35 мм (1921) и 7,65×37 мм (1923 год), предпринятые в конце 1920-х годов уже упоминавшимся Владимиром Фёдоровым попытки внедрить в Красной армии облегчённый винтовочный патрон калибра 6,5 мм с длиной гильзы порядка 40 мм, датский опытный автомат Weibel (в других источниках — Danrif) под патрон 7×44 мм разработки начала 1930-х годов, и иные.
В 1939 году В. Г. Федоров в своей монографии «Эволюция стрелкового оружия» указывал на «громадную будущность» пистолета-пулемёта как «мощного, сравнительно лёгкого и в то же время простого по своей конструкции оружия», правда, «при условии некоторых его усовершенствований». Федоров также писал о «сближении двух типов, а именно автомата и пистолета-пулемета» (понимая под «автоматом» оружие типа своей автоматической винтовки) на основе создания патрона «с уменьшенной для винтовок и увеличенной для пистолетов-пулеметов прицельной дальностью», то есть — по современной терминологии промежуточного.
Иногда в качестве одного из прообразов автомата называют американский самозарядный карабин М1 Carbine, сконструированный в 1941 году под мощный патрон пистолетного типа .30 Carbine (7,62×33 мм), а также его автоматический вариант М2 Carbine, хотя используемый им патрон существенно «не дотягивал» до промежуточных по уровню мощности, а главное — по баллистике пули всецело оставался в «пистолетных» рамках. На самом деле это оружие было предназначено для вооружения военнослужащих «второй линии», непосредственно не принимающих участие в боевых действиях — водителей, экипажей бронетехники, работников тыловых служб и так далее, а не на роль основного пехотного стрелкового оружия. Выбор же форм-фактора лёгкого карабина был обусловлен тем, что научить бойца метко стрелять из него можно намного легче и быстрее, чем из пистолета. Более правильно считать это оружие предшественником современного подкласса PDW — «личного оружия самообороны», а вовсе не общевойскового автомата/автоматического карабина.
Целенаправленные работы по созданию патронов, промежуточных по мощности между винтовочно-пулемётными и пистолетными, и оружия под них были начаты в Германии в середине 1930-х годов. Также, согласно утверждениям в некоторых литературных источниках, в 1939 году такие работы были начаты и в СССР, но не доведены до конца ввиду начала боевых действий в 1941.
Германские исследования в этой области вылились в создание целого ряда образцов промежуточных патронов, из которых на вооружение Вермахта был принят один — 7.92 mm Kurz, или 7,92×33 мм.
Под него были созданы такие образцы оружия, как «штурмовые винтовки» StG-44 (прототипы этого оружия также несли такие обозначения, как «пистолет-пулемёт» — Maschinenpistole MP43 и MP44, или «автоматический карабин» — Maschinenkarabiner, MKb42) и StG 45(M), а также самозарядный карабин Volkssturmgewehr 1-5 (в отечественных источниках — «Фольксштурм»).
В СССР в 1943 году был принят на вооружение промежуточный патрон образца 1943 года (на этапе проектирования 7,62×41 мм, впоследствии — 7,62×39 мм). При его создании перед конструкторами была поставлена задача при калибре 7,62 мм обеспечить остаточную кинетическую энергию пули на дальность 1000 м порядка 196 Дж, при длине ствола оружия порядка 500—520 мм и массе патрона в пределах 15-17 граммов.
Изначально планировалось создать под него комплекс вооружения, в целом повторявший имевшийся на тот момент по номенклатуре образцов, но использующий единый патрон для упрощения снабжения войск — а именно, пистолет-пулемёт, самозарядный и магазинный неавтоматический карабины и ручной пулемёт. Однако позднее, вероятно под влиянием германской концепции «штурмовой винтовки», было принято решение заменить все эти образцы одним — автоматическим карабином, который впоследствии официально был назван кратким и хорошо известным в войсках термином «автомат».
Из многочисленных предложенных на конкурс систем автоматов, принят на вооружение был автомат системы М. Т. Калашникова — АК. Кроме того, по результатам более ранних конкурсов были приняты на вооружение ручной пулемёт Дегтярёва и самозарядный карабин Симонова. СКС был вскоре снят с вооружения и используется с тех пор преимущественно в качестве церемониального оружия, а позднее (1961 год) и РПД был заменён Ручным пулемётом Калашникова (РПК), на 80 % унифицированным с автоматом Калашникова.
Таким образом, в СССР в послевоенные десятилетия автомат, а также созданный на его базе лёгкий ручной пулемёт, полностью заменили сложившийся в годы войны комплекс пехотного оружия под винтовочно-пулемётные патроны, которые после этого использовались исключительно в снайперском оружии (СВД), а также пехотном оружии поддержки уровня не ниже роты (таком, как РП-46 и Пулемёт Калашникова), и пистолетные патроны. Аналогичная ситуация сложилась и в большинстве стран Социалистического содружества, с теми или иными локальными особенностями.
За пределами же коммунистического лагеря этот процесс затянулся из-за принятия блоком НАТО в начале 1950-х годов под политическим давлением США американского патрона 7,62×51 мм (Т65), хотя и уменьшенного по сравнению с более ранним американским винтовочным патроном .30-06 (самым крупным и мощным в своём классе), по своим характеристикам оставшегося аналогичным винтовочным боеприпасам, подобным советскому патрону к винтовке Мосина. К концепции же «штурмовой винтовки»/«автомата» под уменьшенный патрон в США изначально питали антипатию, отдавая предпочтение мощным и дальнобойным самозарядным винтовкам, иногда — с возможностью ведения автоматического огня как вспомогательного режима (battle rifle), — таким, как M14. При этом новый патрон был введён в качестве основного даже в тех странах, которые имели на тот момент объективно более перспективные наработки — например, британский промежуточный патрон .280 British или немецкий 7.92 mm Kurz.
В результате, на вооружении стран НАТО в этот период сохранялся комплекс вооружения, аналогичный сложившемуся в годы Второй мировой войны — самозарядные и автоматические винтовки под винтовочно-пулемётные патроны, и дополнявшие их пистолеты-пулемёты под пистолетные боеприпасы.
Схожая ситуация наблюдалась и во многих странах, формально не входивших в сложившееся на тот момент военно-политические блоки: многие страны приняли патроны НАТО и оружие под них, даже не входя в состав этого военного союза. Напротив, Финляндия, которая в конце войны разрабатывала собственные промежуточные патроны — 9×40 мм Lilja и 9×35 Lahti, — в послевоенные годы приняла советский 7,62-мм промежуточный патрон и автомат «Валмет», созданный на базе системы Калашникова.
В полном смысле этого слова промежуточные патроны собственной разработки и оружие под них появились на вооружении в странах Запада лишь в 1960-х годах, во многом — благодаря опыту войн в Корее и Вьетнаме, и первым из них стала американская автоматическая винтовка M16, использовавшая «малоимпульсный» (имеющей пониженный импульс отдачи) промежуточный патрон 5,56×45 мм. Позднее был создан автоматический карабин/автомат на её базе, принятый на вооружение под обозначением M4.
Процесс распространения нового патрона в рамках блока НАТО — а соответственно, и вытеснения старого 7,62-мм боеприпаса, — растянулся до 1980-х годов.
Так как уменьшенный калибр американского патрона в совокупности с рядом иных конструктивных решений сулил определённые выгоды в плане увеличения носимого боекомплекта и общего облегчения оружия, в середине 1970-х годов в СССР также был принят малокалиберный промежуточный патрон — 5,45×39 мм, под который был создан целый ряд автоматов — АК74 и его модификации (АК100), а также АН-94 «Абакан», АЕК-971 и другие.
Для малошумного оружия, скорость пули которого не должна превышать скорости звука, на базе патрона 7,62×39 мм было создано семейство патронов калибра 9×39 мм, в которое входят патроны СП-5, СП-6 и другие. Увеличенный калибр позволяет использовать более тяжелые пули и, несмотря на дозвуковую скорость, добиться достаточно высокой дульной энергии. Его используют такие образцы оружия, как снайперская (самозарядная) винтовка Винторез, автомат Вал и другие.

## Сравнение боеприпасов
Приведены сравнительные характеристики пистолетного, промежуточного и винтовочного патронов нормального калибра, а также малоимпульсного промежуточного уменьшенного калибра.
| Патрон     | Масса пули, г | Начальная скорость пули, м/с | Энергия пули, Дж |
| ---------- | ------------- | ---------------------------- | ---------------- |
| 7,62×25 мм | 5,49—5,52     | 480                          | 650              |
| 7,62×39 мм | 6,61—12,50    | 710—735                      | 1991             |
| 7,62×51 мм | 10,2—13,6     | 838                          | 3325             |
| 5,56×45 мм | 3,95—5,18     | 772—945                      | 1700—1830        |

## Автоматы разных стран
| Страна         | Автомат          | Патрон     | Автоматика                               | Компоновка | Год    |
| Австрия        | Steyr AUG        | 5,56×45 мм | отвод пороховых газов, поворотный затвор | булл-пап   | 1978   |
| Бельгия        | FN FNC           | 5,56×45 мм | отвод пороховых газов, поворотный затвор |            | 1976   |
| Бельгия        | FN SCAR          | 5,56×45 мм | отвод пороховых газов, поворотный затвор |            | 2005   |
| Бразилия       | IMBEL IA2        | 5,56×45 мм | отвод пороховых газов, поворотный затвор |            | 2010   |
| Великобритания | L85A2            | 5,56×45 мм | отвод пороховых газов, поворотный затвор | булл-пап   | 2000   |
| Германия       | HK G36           | 5,56×45 мм | отвод пороховых газов, поворотный затвор |            | 1995   |
| Германия       | HK416            | 5,56×45 мм | отвод пороховых газов, поворотный затвор |            | 2004   |
| Грузия         | G5               | 5,56×45 мм | отвод пороховых газов, поворотный затвор |            | 2012   |
| Израиль        | TAR-21           | 5,56×45 мм | отвод пороховых газов, поворотный затвор | булл-пап   | 2004   |
| Израиль        | Galil ACE        | 5,56×45 мм | отвод пороховых газов, поворотный затвор |            | 1973   |
| Индия          | INSAS            | 5,56×45 мм | отвод пороховых газов, поворотный затвор |            | 1998   |
| Индия          | MCIWS            | 5,56×45 мм | отвод пороховых газов, поворотный затвор |            |        |
| Индонезия      | SS2-V1           | 5,56×45 мм | отвод пороховых газов, поворотный затвор |            | 2002   |
| Иран           | Фатех            | 5,56×45 мм | отвод пороховых газов, поворотный затвор |            | 2014   |
| Италия         | Beretta AR-70/90 | 5,56×45 мм | отвод пороховых газов, поворотный затвор |            | 1985   |
| Италия         | Beretta ARX-160  | 5,56×45 мм | отвод пороховых газов, поворотный затвор |            | 2009   |
| Канада         | Diemaco C8       | 5,56×45 мм | отвод пороховых газов, поворотный затвор |            | 1994   |
| Китай          | QBZ-95           | 5,8×42 мм  | отвод пороховых газов, поворотный затвор | булл-пап   | 1995   |
| Польша         | Beryl            | 5,56×45 мм | отвод пороховых газов, поворотный затвор |            | 1996   |
| Польша         | MSBS             | 5,56×45 мм | отвод пороховых газов, поворотный затвор |            | 2009   |
| Россия         | АК-12            | 5,45×39 мм | отвод пороховых газов, поворотный затвор |            | 2011   |
| Россия         | АДС              | 5,45×39 мм | отвод пороховых газов, поворотный затвор | булл-пап   | 2007   |
| Россия         | A-91             | 5,45×39 мм | отвод пороховых газов, поворотный затвор | булл-пап   | 1990   |
| Россия         | Корд             | 5,45×39 мм | отвод пороховых газов, поворотный затвор |            | 2014   |
| Сербия         | Застава М21      | 5,56×45 мм | отвод пороховых газов, поворотный затвор |            | 2004   |
| Сингапур       | SAR-21           | 5,56×45 мм | отвод пороховых газов, поворотный затвор | булл-пап   | 1996   |
| СССР           | АКМ              | 7,62×39 мм | отвод пороховых газов, поворотный затвор |            | 1959   |
| СССР           | АК74             | 5,45×39 мм | отвод пороховых газов, поворотный затвор |            | 1974   |
| США            | Colt M4          | 5,56×45 мм | отвод пороховых газов, поворотный затвор |            | 1992   |
| США            | Bushmaster ACR   | 5,56×45 мм | отвод пороховых газов, поворотный затвор |            | 2007   |
| Тайвань        | Тип 65           | 5,56×45 мм | отвод пороховых газов, поворотный затвор |            | 1976   |
| Германия       | StG 44           | 7,92×33 мм | отвод пороховых газов, перекос затвора   |            | 1943   |
| Финляндия      | Rk 95TP          | 7,62×39 мм | отвод пороховых газов, поворотный затвор |            | 1990   |
| Франция        | FAMAS            | 5,56×45 мм | полусвободный затвор                     | булл-пап   | 1977   |
| Хорватия       | VHS              | 5,56×45 мм | отвод пороховых газов, поворотный затвор | булл-пап   | 2009   |
| Черногория     | Tara TM4         | 5,56×45 мм | отвод пороховых газов, поворотный затвор |            | 2011   |
| Чехия          | CZ 805           | 5,56×45 мм | отвод пороховых газов, поворотный затвор |            | 2009   |
| Швейцария      | SIG SG 550       | 5,56×45 мм | отвод пороховых газов, поворотный затвор |            | 1983   |
| Швейцария      | SIG MCX          | 5,56×45 мм | отвод пороховых газов, поворотный затвор |            | 2010-е |
| Швеция         | Ak5              | 5,56×45 мм | отвод пороховых газов, поворотный затвор |            | 1985   |
| ЮАР            | Vektor CR-21     | 5,56×45 мм | отвод пороховых газов, поворотный затвор | булл-пап   | 1997   |
| ЮАР            | Truvelo Raptor   | 5,56×45 мм | отвод пороховых газов, поворотный затвор |            |        |
| Южная Корея    | Daewoo K2        | 5,56×45 мм | отвод пороховых газов, поворотный затвор |            | 1984   |
| Япония         | Тип 89           | 5,56×45 мм | отвод пороховых газов, поворотный затвор |            | 1989   |